# Peromyia menzeli
Peromyia menzeli är en tvåvingeart som beskrevs av Jaschhof 2009. Peromyia menzeli ingår i släktet Peromyia, och familjen gallmyggor. Arten är reproducerande i Sverige.